# Верде, Марко
Марко Верде (исп. Marco Verde; 11 февраля 2002, Масатлан, Мексика) — мексиканский боксёр.
Серебряный призёр Олимпийских игр (2024), победитель Панамериканских игр (2023), победитель Центральноамериканских и Карибских игр (2023), победитель Панамериканского чемпионата (2022), чемпион Мексики (2022, 2023).
Лучшая позиция по рейтингу BoxRec — 526-я (май 2025) и является 49-м среди мексиканских боксёров средней весовой категории,— входя в ТОП-600 лучших средневесов мира.

## Любительская карьера
В июне 2018 года стал победителем национальной Олимпиады Мексики среди юниоров в 1-й полусредней весовой категории (до 63 кг).
В мае 2019 года стал победителем национальной Олимпиады Мексики среди юношей в полусредней весовой категории (до 69 кг).

### Чемпионат мира 2021
Выступал в 1-й средней весовой категории (до 71 кг). В 1/16 финала победил эквадорца Хосе Родригеса. В 1/8 финала проиграл индийцу Нишанту Деву.

### Панамериканский чемпионат 2022
Выступал в 1-й средней весовой категории (до 71 кг). В 1/8 финала победил Ноэля Пачеко из Доминиканской республики. В четвертьфинале победил барбадосца Тирика Таитта. В полуфинале победил американца Омари Джонса. В финале победил эквадорца Хосе Родригеса.

### Чемпионат Мексики 2022
Выступал в 1-й средней весовой категории (до 71 кг). В 1/8 финала победил Марко Эрнандеса. В четвертьфинале победил Сесара Месу. В полуфинале победил Хуана Амескиту. В финале победил Анхеля Серну.

### Чемпионат мира 2023
Выступал в 1-й средней весовой категории (до 71 кг). В 1/16 финала проиграл узбекистанцу Саиджамшиду Джафарову.

### Центральноамериканские и Карибские игры 2023[англ.]
Выступал в 1-й средней весовой категории (до 71 кг). В 1/8 финала победил барбадосца Тирика Таитта. В четвертьфинале победил Хонни Фернандеса из Доминиканской республики. В полуфинале победил кубинца Хорхе Куэльяра. В финале победил колумбийца Хонатана Арболеду.

### Панамериканские игры 2023
Выступал в 1-й средней весовой категории (до 71 кг). В 1/8 финала победил кубинца Хорхе Куэльяра. В четвертьфинале победил американца Омари Джонса. В полуфинале победил панамца Эдуардо Бекфорда. В финале победил эквадорца Хосе Родригеса.

### Чемпионат Мексики 2023
Выступал в 1-й средней весовой категории (до 71 кг). В 1/8 финала победил Альберто Родригеса. В четвертьфинале победил Эктора Бельтрана. В полуфинале победил Анхеля Серну. В финале победил Хосе Леонардо Гарсию.

### Олимпийские игры 2024
Выступал в 1-й средней весовой категории (до 71 кг). В 1/8 финала победил Тиаго Муксангу из Мозамбика. В четвертьфинале победил индийца Нишанта Дева. В полуфинале победил британца Льюиса Ричардсона. В финале проиграл узбекистанцу Асадхуже Муйдинхужаеву.

## Профессиональная карьера
Тренируется у Радамеса Эрнандеса. В октябре 2024 года начал сотрудничать с менеджером и тренером Эдди Рейносо. В команде Верде он будет исполнять только роль менеджера.
Дебютировал на профессиональном ринге 3 мая 2025 года, победив нокаутом в 1-м раунде.

## Статистика боёв
В таблице перечислены результаты всех поединков боксёров.
В каждой строке указан результат поединка. Дополнительно номер поединка обозначен цветом, который обозначает итог поединка. Расшифровка обозначений и цветов представлена в нижеследующей таблице.
| Пример | Расшифровка                     |
| ------ | ------------------------------- |
|        | Победа                          |
|        | Ничья                           |
|        | Поражение                       |
|        | Планируемый поединок            |
|        | Поединок признан несостоявшимся |
| КО     | Нокаут                          |
| ТКО    | Технический нокаут              |
| PTS    | Решение судей (по очкам)        |
| UD     | Единогласное решение судей      |
| MD     | Решение большинства судей       |
| SD     | Раздельное решение судей        |
| RTD    | Отказ от продолжения боя        |
| DQ     | Дисквалификация                 |
| NC     | Поединок признан несостоявшимся |

| Бой | Дата       | Соперник                      | Место проведения                                    | Результат | Примечание                  |
| --- | ---------- | ----------------------------- | --------------------------------------------------- | --------- | --------------------------- |
| 1   | 3 мая 2025 | Мишель Гальван Полина (4-5-3) | The Venue Riyadh Season, Эр-Рияд, Саудовская Аравия | TKO1 (6)  | Полина два раза в нокдауне. |
| Бой | Дата       | Соперник                      | Место проведения                                    | Результат | Примечание                  |

## Титулы и достижения

### Любительские
- 2018  Победитель национальной Олимпиады Мексики среди юниоров в 1-й полусредней весовой категории (до 63 кг).
- 2019  Победитель национальной Олимпиады Мексики среди юношей в полусредней весовой категории (до 69 кг).
- 2022  Победитель Панамериканского чемпионата в 1-й средней весовой категории (до 71 кг).
- 2022  Чемпион Мексики в 1-й средней весовой категории (до 71 кг).
- 2023  Победитель Центральноамериканских и Карибских игр в 1-й средней весовой категории (до 71 кг).
- 2023  Победитель Панамериканских игр в 1-й средней весовой категории (до 71 кг).
- 2023  Чемпион Мексики в 1-й средней весовой категории (до 71 кг).
- 2024  Серебряный призёр Олимпийских игр в 1-й средней весовой категории (до 71 кг).

## Семья
Отец — Мануэль Верде, боксёр. Участник Олимпийских игр 1992.